# Stenobracon virgulatus
Stenobracon virgulatus är en stekelart som beskrevs av Papp 1998. Stenobracon virgulatus ingår i släktet Stenobracon och familjen bracksteklar. Inga underarter finns listade i Catalogue of Life.